# Krzysztof Kłoński
Krzysztof Kłoński herbu Topór – scholastyk łucki, kanonik gremialny kapituły katedralnej lwowskiej w latach 1670–1672, deputat na Trybunał Główny Koronny w 1666 roku.